# Thomas Kaboré
Thomas Kaboré (ur. 23 września 1943 w Wagadugu) – burkiński duchowny rzymskokatolicki, w latach 1999–2018 biskup Kaya.